# Édouard Leclerc
Édouard Leclerc (ur. 20 listopada 1926 w Landerneau, zm. 17 września 2012 w Saint-Divy) – francuski przedsiębiorca, założyciel sieci handlowej E.Leclerc.
Édouard Leclerc urodził się w małej miejscowości bretońskiej Landerneau, w rodzinie z trzynaściorgiem dzieci; syn Eugène Leclerca oraz Marie Kerouanton.
W młodości kształcił się w seminarium (Prêtres du Sacré-Cœur de Jésus); nie został jednak księdzem, lecz zatrudnił się w firmie przewozowej w Breście. W grudniu 1949 rozpoczął własny biznes otwierając pierwszy sklep E.Leclerc w rodzinnym Landerneau o powierzchni jedynie 16 m², gdzie sprzedawał wyroby ciastkarskie kupowane bezpośrednio z wytwórni z pobliskiego Pontivy. Jego podstawową zasadą było wyeliminowanie długiego łańcucha pośredników (tzw. "krótki łańcuch dostaw") i zaoferowanie klientom towarów w cenie zbliżonej do ceny hurtowej. Pierwszy supermarket z prawdziwego zdarzenia otworzył w 1962 w Breście (1 200 m²). Ceny niższe o 20-30% niż u konkurencji pozwoliły mu przyciągnąć klientów i otwierać kolejne sklepy m.in. w regionie paryskim (w Issy-les-Moulineaux). Zrewolucjonizował handel we Francji dostarczając konsumentom tańszych produktów, był jednak oskarżany o "zabijanie drobnego handlu", m.in. przez poujadystów. W 1964 utworzył zrzeszenie skupiające sklepy E.Leclerc (Association des centres distributeurs E.Leclerc – ADCLec), a w 1970 utworzył krajową centralę zakupów. W 1969 część sklepów opuściła zrzeszenie Leclerca tworząc grupę "les Ex", która później przekształciła się w grupę "Intermarché/Les Mousquetaires". Stopniowo wchodził także na inne segmenty rynku otwierając sieć sklepów odzieżowych (Leclerc Vêtements), stacji benzynowych z tańszym paliwem oraz książek. Kierował ekspansją międzynarodową sieci – m.in. do Portugalii, Włoch, Polski i Słowenii. Po przekazaniu w 2003 zarządzania siecią E.Leclerc jednemu z synów, Michelowi, starał się wciąż uczestniczyć w podejmowaniu strategicznych decyzji (Michel-Edouard Leclerc współprzewodniczył grupie obok ojca od 1988).
W 1983 został wybrany Bretończykiem roku przez czasopismo Armor Magazine. 1 stycznia 2009 został kawalerem Legii Honorowej. Od 21 października 1950 żonaty z Hélène Diquelou, z którą miał troje dzieci.